# Templo del Monte Oquirrh
El Templo del Monte Oquirrh es uno de los templos construidos y operados por la Iglesia de Jesucristo de los Santos de los Últimos Días, el # 130 construido por la iglesia, el cuarto construido en la zona metropolitana de Salt Lake City y el número 13 del estado de Utah, Estados Unidos. El templo se construyó en la ciudad de South Jordan, que ya tenía el templo de Jordan River, lo que ha hecho de ella la única ciudad en el mundo que cuenta con dos templos SUD.

## Construcción
Los planes para la construcción del segundo templo en South Jordan, fueron anunciados durante la conferencia general de la iglesia SUD del 1 de octubre de 2005. El entonces presidente de la iglesia SUD Gordon B. Hinckley anunció que el propósito del nuevo templo en el valle de Salt Lake City era descargar de trabajo a los otros templos de la región, incluido el templo de Salt Lake City. 
La ceremonia de la primera palada se celebró  el 16 de diciembre de 2006, y fue transmitida por el sistema satelital de la iglesia SUD a las capillas de la región. Solo aquellos invitados por la Primera Presidencia asistieron a la ceremonia en vivo, incluyendo algunos miembros del Quórum de los Doce Apóstoles.
El templo se construyó con granito color beige claro proveniente de China, sobre un terreno de 0,6 hectáreas al suroeste de la zona metropolitana de Salt Lake City. El terreno fue donado a la iglesia SUD por la compañía minera Kennecott Land, que extrae cobre y otros minerales del Monte Oquirrh, de donde recibe su nombre el templo. El templo está encarado hacia el este, con la Cordillera Wasatch siendo visible desde la fachada del templo.
Incluyendo el pináculo donde se asienta el simbólico ángel Moroni, el templo tiene 59 m de altura. Ubicado en una pequeña colina en la comunidad de Daybreak, está rodeado por 4 km² de espacio urbano no habitado y por un jardín que, a diferencia del templo, está abierto al público. 
El 13 de junio de 2009, durante la construcción del templo, un rayo cayó sobre el pináculo del edificio, obligando a reemplazar la estatua del ángel Moroni.

## Dedicación

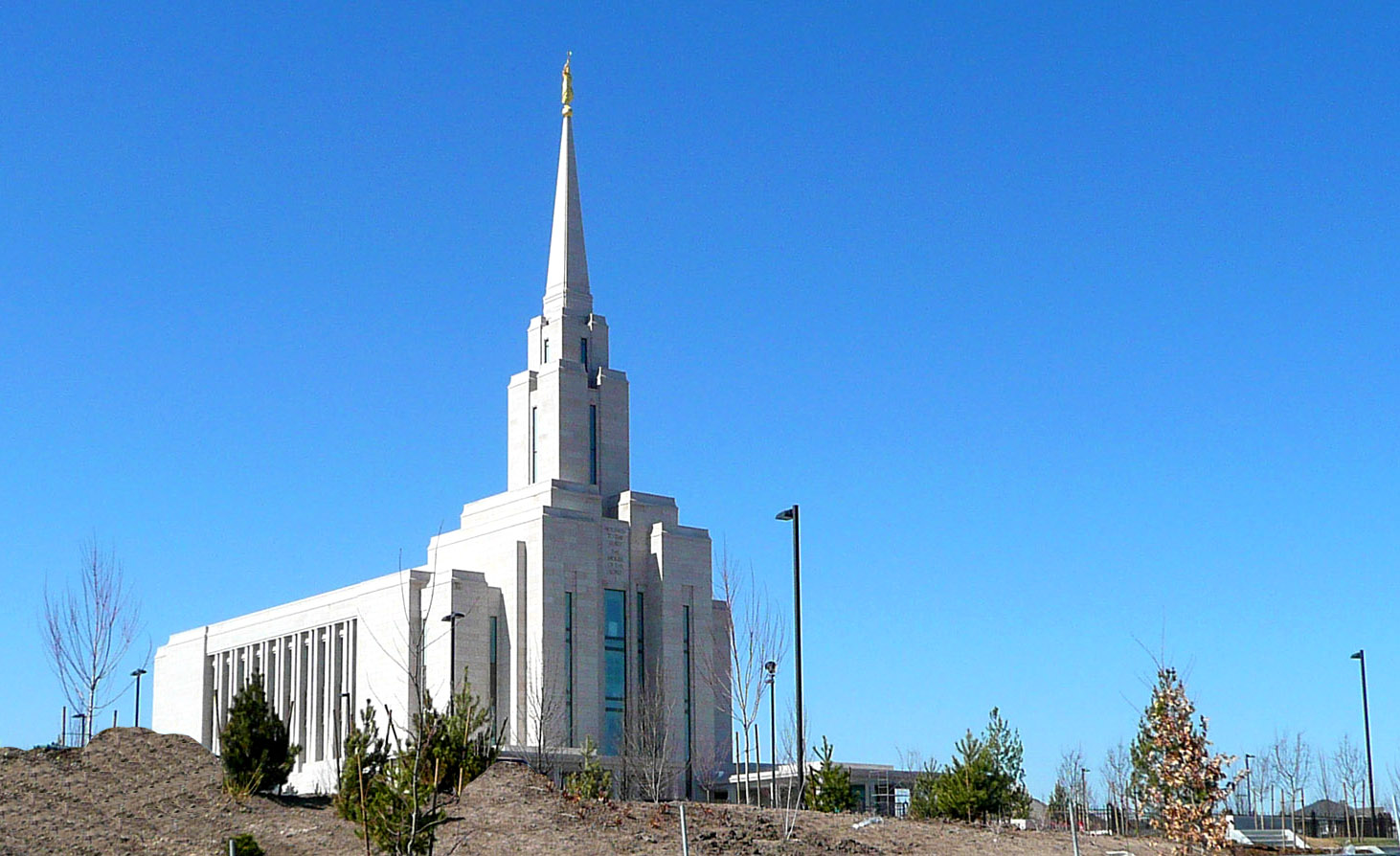
Templo del Monte Oquirrh poco antes de su dedicación en agosto de 2009.

El templo SUD del Monte Oquirrh fue dedicado para sus actividades eclesiásticas en seis sesiones, el 21 de agosto de 2009, por Thomas S. Monson, el entonces presidente de la iglesia SUD. Con anterioridad a ello, la iglesia permitió un recorrido público de unos 45 minutos de duración por el interior y las instalaciones del templo, desde el 1 de junio al 1 de agosto de ese mismo año, al que asistieron 684,721 visitantes.
El templo del Monte Oquirrh tiene un total de 5.600 metros cuadrados de construcción, contando con cuatro salones para las ordenanzas SUD y seis salones de sellamientos matrimoniales. El templo es utilizadado por más de 80.000 miembros repartidos en estacas afiliadas a la iglesia en el oeste de Salt Lake City.